# Luis Esteso
Luis Esteso y López de Haro (San Clemente, 1881-Madrid, 1928) fue un actor, comediógrafo, humorista y escritor español, apodado "Luis el payaso"  padre de la actriz y cupletista Luisita Esteso, y su otro hijo Antonio.

## Biografía
Nació en 1881 en San Clemente (provincia de Cuenca), hijo de un guarnicionero en cuyo taller empezó a trabajar hasta los catorce años. A esa edad fue recibido como aprendiz en una mercería de Campo de Criptana (Ciudad Real) y luego trabajó como dependiente u "hortera", en la lengua de la época, en Valdepeñas (Ciudad Real). Entonces empezó a formarse como un voraz lector autodidacta y a hacer versos que acompañaba a la guitarra. El dueño lo echó de la tienda y volvió a San Clemente, donde su padre viudo se había casado por segunda vez; hizo el servicio militar en Barcelona y allí estrenó con éxito su primera pieza teatral. 
Tras volver a San Clemente decidió probar suerte como poeta y actor en Madrid, donde hizo monólogos cómicos en la barraca cómico-lírica de Chamberí, calle Luchana llamada Molino Rojo, con algún éxito. Allí debutó en septiembre de 1901 con el monólogo Un hortera cómico, y publicó sus versos en el volumen titulado El palacio de las Musas (1901, 2ª edición en 1911). Madrid Cómico esbozó entonces una corta semblanza de este autor, que recoge con otras en su autobiografía. Recorrió medio país como cómico ambulante recitando monólogos en los espectáculos en que se proyectaban películas en los pueblos que carecían de cine. Enfermó gravemente en Valencia y, recuperado, volvió a Madrid para consagrarse al teatro como actor, viviendo mucho tiempo la miseria y la bohemia de esos tiempos; hasta que lo contrataron en el Teatro Barbieri y estrenó con éxito su entremés La influencia del tango (1907), que le abrió crédito para estrenar luego el sainete La pobre Dolores (1907) y otras piezas cómicas bien acogidas, interpretando en ellas alguno de los principales papeles. 

Luego dirigió una compañía de zarzuela que actuó con poca fortuna, así que decidió consagrarse solo a los monólogos cómicos. El público de Cartagena lo bautizó como El rey del hambre y de la risa y en su periódico El Porvenir publicaron otra reseña biográfica. Tuvo un gran éxito con su zarzuela La loca (1908) y alguna otra más, pero el pateo de La demanda del terror le hizo decidirse a escribir ya solamente los monólogos que él mismo representara, y le fue muy bien en Barcelona, Bilbao, Gijón, Santander, Vigo, Orense, Valencia, Alicante, Murcia, Cartagena, Madrid y Zaragoza, y otras poblaciones menos importantes. Julio Cejador y Frauca escribió sobre él en su Historia de la lengua literatura castellana (1912), volumen XII:
Actor y autor cómico que compone y representa en varietés, es en sus piezas, todas gordas, bastante burdo y verde, como para su público; pero no carece de gracejo, de sal y pimienta y aun pimentón. El buen humor y chocarrería, el chiste, comúnmente de concepto o contraste más bien que de palabras, aunque de palabras otras veces y puro retruécano, hicieron asiento en su ingenio burlesco, reidor y bohemio, como su vida, que se la ha pasado recorriendo el mundo y haciendo reír al mundo todo. Cualidad ésta del buen humor, de la chunga y del chiste, tan de España que hasta no parece vinculada a la raza, puesto que, por lo común, no se trasparenta en los escritores americanos, demasiadamente seriotes y empaquetados. Esteso es un escritor sin hueras ufanías, que ha logrado su propósito de escritor: hacer reír. Podrán decir que llega en el chiste hasta la necedad; pero los mismos que lo digan no leerán dos párrafos suyos sin reír franca y desahogadamente. Agradezcamos al autor libros que nos desahogan, nos ponen la risa en los labios y nos hacen pensar que no todo es tristeza y melancolía en el mundo. Esteso es cómico de pies a cabeza, hombre y escritor amasado con elementos cómicos; y lo cómico es un ingrediente del arte literario. A nadie hace daño, a todos hace bien y los hace más hombres, puesto que sólo de los hombres es el reír.
De gran popularidad en su época, trató con su pluma muchos géneros jocosos, en especial el monólogo, el chiste y el diálogo cómico, sobre todo con su esposa Polonia Herrero (La Cibeles), que recopiló y editó en colecciones. Solo de chistes llegó a reunir unos seis mil, que fue publicando en varias antologías. Practicó asimismo la improvisación en diálogos con el público mientras las vedettes se cambiaban de ropa, improvisaciones que él llamaba "pasarelas" y desafiaban al público más asilvestrado que solo quería ver a mujeres semidesnudas; los demás cómicos imitaron este género de él. 
Además, formó trío cómico con el payaso Ramper y José Álvarez «Lepe», etapa en la que fueron conocidos como «los tres ases de la gracia».
También practicó la poesía, la novela y el teatro y escribió la letra de muchos cuplés. Como comediógrafo se entregó sobre todo a las piezas en un acto (juguete cómico, entremeses, sainetes), pero también más ocasionalmente al género chico o zarzuela y a la comedia. Notable erudito y bibliófilo, investigó y editó también a su costa a algunos clásicos españoles y recorrió toda España con sus espectáculos cómicos, experiencia que reflejó en su autobiográfico El nieto de don Quijote: Andanzas y correrías por algunos pueblos de España (1918). Ingenioso y de gran agilidad mental para los juegos de palabras, conocía bien los gustos de su público; su humor es intemporal, aunque posee toques de costumbrismo. Se hicieron famosas sus coplas sobre el Crimen de Cuenca. Alfredo Cabanillas lo llamó "actor de ingenio insuperable" en sus Memorias, y el experto en literatura de variedades Álvaro Retana lo alabó escribiendo que "su nombre procedería grabarlo con letras de oro en la historia del arte frívolo: escritor cultísimo, exhumador y editor de curiosas producciones clásicas, monologuista de ingenio y desenfado quevedescos..." Fue muy amigo de César González-Ruano, quien lo cita elogiosamente en sus Memorias.

## Obras

### Memorias
- El nieto de don Quijote: Andanzas y correrías por algunos pueblos de España, en colaboración con Cervantes, Antonio de Guevara, el Arcipreste de Hita, Gil Polo, Quevedo, Rojas Villandrando, Enríquez Gómez, José de Acosta, y otros ingenios, en el que se demuestra que el "Falso Quijote" lo escribió Lope de Vega (Madrid, Juan Pueyo, 1918).

### Humor
- Obras de Luis Esteso: El crimen de Cuenca. Cancionero de chistes. Monólogos picarescos. Romances en Chufla. Chascarrillos y epigramas. Nuevo Viaje al Pasmaso. La Musa picaresca y Animales caseros. Todos sus monólogos, diálogos... no publicados en ningún libro hasta hoy. Coleccionados por unos amigos del popular poeta cómico (Madrid, G. Hernández y Galo Sáez, 1927 9ª edición).
- Los mejores monólogos de Luis Esteso (Madrid, J. Pueyo, 1916).
- Cincuenta monólogos verdes: rebuznos, lecherías, alegres y excitantes (Madrid, Imprenta Cinema, 1922).
- Monólogos picarescos de Luis Esteso, con un juicio crítico de Benavente... (Madrid, 1911, 1913 y 1917).
- Animales caseros: la pulga, el gato... y crítica literaria de los diecinueve tomos de la Biblioteca de Autores célebres por diferentes ingenios (Madrid, R. Velasco, 1919).
- Conferencias, monólogos, parodias y humorismo (Madrid, Imprenta de J. Pueyo, 1924).
- Monólogos (Madrid: Sociedad de Autores Españoles, 1917).
- Conferencias cursilonas (Madrid, Sociedad de Autores Españoles, 1917).
- Chascarrillos y epigramas (Madrid, s.n., 1913, Juan Pueyo).
- Chistes míos y de ustedes (Madrid: Imprenta Cinema, 1923).
- Chistes y cuplés, (segunda edición aumentada con más de cuarenta canciones y cuplés nuevos) (Madrid, Librería y Editorial Rivadeneyra, 1923).
- Couplets. Para reírse. Teatro fácil: León, Consulta Fácil, La Morcilla (Madrid: Sociedad de Autores Españoles, cerca de 1920).
- Viaje cómico por España (Madrid, Imprenta de  Juan Pueyo, 1913).
- Conferencias cómicas y El atrevido Aquilino (Madrid, Sociedad de Autores Españoles, (19??).
- Tonterías y chistes: florilegio de los chistes más celebrados en los teatros Maravillas y Romea, 1.500 cosas (Madrid, Librería Fe, (1926).
- Cartas amorosas (Madrid, Juan Pueyo, 1913).
- Para que rían las mujeres y Los caminos del amor (Madrid, Juan Pueyo, 1913).
- Rebuznos (s.l. s.n. s.a.)
- Quince romances en chufla (s.l. s.n. s.a.)
- Cinco mil chistes: nueva recolección de chistes del repertorio que con tanto éxito representa Esteso en todos los teatros de España... (Madrid, Librería Fernando Fe, (192?).
- Todos los monólogos de Esteso (Madrid, Editorial Páez, 1927).
- Diálogos de teatro: El nichi; La tía; Pastillas Plun; La bofetada; La niña gitana (Madrid, R. Velasco, 1907 y Madrid, Pueyo, 1913).
- Seis mil chistes nuevos, originales recopilados y arreglados para recitarlos en los teatros... (Madrid, Liberia Fe (1927).
- Joselito tiene miedo: sus sueños, su corazón, su ángulo facial (Madrid, Imprenta de J. Pueyo, (19??).
- Cancionero de chistes, Monólogos picarescos, Romances en chufla y Chascarrillos y epigramas (Madrid, Imprenta de Juan Pueyo, 1921).
- Cuatro mil chistes: los chistes, chascarrillos y cuentos de este libro fueron recogidos, ordenados y remendados para deleite del pío lector... (Madrid, Librería Fe, 1926).
- Examen de chistes: entremés en prosa (para un hombre y dos mujeres) (Madrid, (s.n.), 1915, R. Velasco, impresor)
- Animaladas carcajeantes (Monólogos) (Madrid, R. Velasco, S.A.)
- Monólogos alegres (s.l. s. n. s.a.)
- Los caminos del amor (al menos tres ediciones).
- Para que rían los curas.
- Chistes y cuplés: los números más aplaudidos del repertorio de Luis Esteso (Madrid, Juan Pueyo, S.A.)
- Correo de América: comedia en tres actos en prosa, original, estrenada el 3 de enero de 1945 en el Teatro Beatriz por la compañía Pallarés-Lemos (Madrid, Talía, 1945, póstuma).

### Poesía
- Amor y broma. Versos de la última recolección (Madrid, Ricardo Fé, 1898).
- El palacio de las Musas (Madrid, Librería de Fernando Fe, 1901; 2ª edición en 1911).
- El cantor de los amores (Villena, 1904).
- Reír que alegra (1906).
- La reata humana, alaridos plebeyos en aleves romances de mucha risa, gran picardía y algún dolor, para alivio de tristes (Madrid, J. Pueyo, 1911).
- Los Caminos del amor, poemas (1913 y 1919).
- Quince romances en chufla (1911, 1917, 3ª edición).
- Ecos mariánicos: colección de poesías de Amadeo Barcina Pastor; con un prólogo de Juan Ocaña; un intermedio de K-Melo y un epílogo de Luis Esteso López de Haro (s.l. s.n., 1902, Valdepeñas, Imprenta de Mendoza).

### Narrativa
- Tres novelas alegres: Boda y divorcio. La catalepsia perjudica. La vida de los muertos (Madrid, Luis Santos, S.A.)
- El asesinato de la cupletista "Ombliguete": novela terrorífica y de varietés (1910).
- La Bella Pendoncete: novela cómica (Madrid, Juan Pueyo, 1911).
- La vida cachonda, memorias de una cupletista (1914).
- La mano del ahorcado: novela inédita (Valencia, La Novela con Regalo, 1916).
- Pepita y Don Abundio, o El pequeño derecho (Alicante, 191?).
- El pequeño derecho: Novela amatoria de cupletistas, poetas, músicos (Madrid, Juan Pueyo, 1918).
- Bacará y treinta y cuarenta: novela (Madrid, Juan Pueyo, 1920).
- La lujuria: novela (Madrid, Imprenta de J. Pueyo, 1920).
- La vanagloria: novela (Madrid, Imprenta de J. Pueyo, 1921).
- La que todo lo dio: novela (Madrid, Juan Pueyo, 1921).
- La sala del Crimen. La que todo lo dio (Madrid, Rivadeneyra, 1923).
- La vida de los muertos: novela  (s.l. s.n. s.a.)

### Teatro
- Teatro fácil: diez y seis sainetes, entremeses y juguetes cómicos, de dos hombres y dos mujeres, en verso y prosa, representados con buen éxito... (Madrid, Imprenta de J. Pueyo, 1923).
- Comedias cortas: en prosa y en verso (Madrid, Sociedad de Autores Españoles, 1914 y Barcelona, Biblioteca Teatro Mundial, 1915 (incluye La pena del querer. El Ninchi. El rival de Belmonte. Pastillas Plun. Petición de mano. El asistente portero. La bofetada. Triunfa el amor. La tía y Monomanía torera).
- Teatro ligero... (Madrid, R. Velasco, 1919).
- Diálogos y entremeses en prosa y verso... (Madrid: Juan Pueyo, 19??).
- Entremeses... (Madrid, J. Pueyo, 1913).
- El señor catalán juguete cómico en prosa (Madrid, R. Velasco, 1915).
- Una conquista militar entremés en verso (Madrid, R. Velasco, 1917).
- La mujer del primo juguete cómico, original y en verso (Madrid, R. Velasco, 1915).
- El pago del burro entremés en prosa (para un hombre y dos mujeres) (Madrid, R. Velasco, 1915).
- Con José Fonrat y música de José María Carbonell, La loca. Zarzuela en un acto y cuatro cuadros, en verso y prosa. Original (Madrid, R. Velasco, 1908).
- Al volver de las capeas: entremés original y en verso; León: entremés original y en prosa (Madrid,  R. Velasco (impresor), 1915).
- León, Consulta gratis y La morcilla (Madrid, Sociedad de Autores Españoles, 1916).
- La morcilla (Madrid, Sociedad de Autores Españoles, 1916).
- De Jacinto Benavente a Luis Esteso (diferencias dramáticas y literarias) (Madrid, Juan Pueyo, 1915).
- La madre señora: sainete en un acto y tres cuadros, en prosa y verso (Madrid  R. Velasco (impresor), 1917).
- Los matones: sainete en verso (Madrid: R. Velasco (impresor), 1917).
- La influencia del tango entremés cómico-lírico en tres cuadros y en verso. Original (Madrid, R. Velasco, 1907).
- Receta para casarse: farsa cómica en un acto dividido en dos cuadros, en prosa (Madrid: R. Velasco (impresor), 1917).
- La morcilla entremés en prosa (Para un hombre y tres mujeres) (Madrid, Sociedad de Autores Españoles, 1915).
- No hay dicha sin amor: sainete en verso (Madrid: R. Velasco (impresor), 1917).
- La pobre Dolores sainete lírico de costumbres madrileñas, en tres cuadros y en verso... (1907 y Madrid, R. Velasco, 1917).
- Consulta gratis (Madrid, Sociedad de Autores Españoles, 1916).
- El señor Ladrón; entremés en prosa, original... (Madrid, Sociedad de autores españoles, (1917).
- Monomanía torera y La Cateta (Madrid, Sociedad de Autores Españoles, copia de 1916).
- Los recién casados; entremés en prosa, original... (Madrid, Sociedad de Autores Españoles, 1917).
- Consulta gratis: juguete cómico en prosa; Lo del chico: apropósito lírico en verso (Madrid: R. Velasco (impresor), 1914).
- Con José Fonrat, La influencia del tango: entremés cómico-lírico en tres cuadros y en verso (Madrid, R. Velasco (impresor), 1907).
- Con Ignacio Muñoz, El baño de María: juguete cómico en dos cuadros y en prosa (Madrid, Sociedad de Autores Españoles, 1916).
- La bofetada (Barcelona, Biblioteca "Teatro mundial", 1915).
- La pena del querer (Barcelona, Biblioteca "Teatro mundial", 1915).
- El rival de Belmonte (Barcelona, Biblioteca "Teatro mundial", 1915).
- Triunfa el amor (Barcelona, Biblioteca "Teatro mundial", 1915).
- Petición de mano (Barcelona, Biblioteca "Teatro mundial", 1915).
- El asistente portero (Barcelona, Biblioteca "Teatro mundial", 1915).
- Los expósitos: drama en un acto (Madrid, Imprenta de M. Albero, 1920).
- La morcilla. Entremés en prosa... (Madrid, 1915).
- La tía (Barcelona, Biblioteca "Teatro mundial", 1915).
- El ninchi (Barcelona, Biblioteca "Teatro mundial", 1915).
- Monomanía torera (Barcelona, Biblioteca "Teatro mundial", 1915).
- Pastillas plun (Barcelona, Biblioteca "Teatro mundial", 1915).
- La riña gitana (Barcelona, Biblioteca "Teatro mundial", 1915).
- ¡Y pan, sopas! (Madrid, 1898).
- Las Cartas de Secundino (Madrid, Velasco, 1915).
- ¡Oigan las mujeres guapas! (Madrid, Velasco, 1918).
- Con Ignacio Muñoz, El Señor catalán (Madrid, Sociedad de Autores Españoles, 1915).
- Con Ignacio Muñoz, El Bailarín misterioso, adaptación de Eugène Scribe (Madrid, Velasco, 1915).
- El pago del burro, Las cartas de Secundino y Examen de chistes... (Madrid, R. Velasco, 1917).
- Los intereses mal creados; derivación cómica de La ciudad alegre confiada en prosa y verso (Madrid, Sociedad de Autores Españoles, 1916).
- Los dos Pérez (Madrid, R. Velasco 1916).
- Con Ignacio Muñoz, El nuevo fenómeno; juguete cómico-taurino original, en prosa (1915 y Madrid, R. Velasco, 1917).
- Con Ignacio Muñoz, Los Calzones coloraos (Madrid, Velasco, 1914).
- La muerte de Fernández: entremés en prosa (para tres hombres y dos mujeres) (Madrid, R. Velasco, 1915).
- La cateta.
- La mujer del primo: juguete cómico original y en verso (Madrid, s.n., 1915 (R. Velasco, impresor).

### Ediciones
- Diego de Torres y Villarroel, Visiones y visitas de Torres con Don Francisco de Quevedo por Madrid (Madrid, J. Pueyo, 1918).
- Baltasar Gracián, El héroe (Madrid, Editorial América, 1918).
- Jerónimo Fernández de Mata, Soledades de Aurelia (Madrid, cerca de 1918).
- Pancho y Mendrugo: sainete trágico de autor desconocido, joya clásica (Madrid, Velasco, 1915).

### Otras obras
- Nuevo viaje al Parnaso, La musa picaresca (Madrid, Imprenta de Juan Pueyo, 1917).
- La vida de Belmonte y algo más (Madrid, Juan Pueyo, 1913).